# Gerri de la Sal (antic municipi)
|  | Aquest article tracta sobre l'antic municipi d'aquest nom. Si cerqueu la vila, vegeu «Gerri de la Sal». |

| \| ← \| 1812 — 1969 \| → \|                   |                    |   |
| Escut d'armes                                 |                    |   |
| Gerri de la Sal dins de Baix Pallars          |                    |   |
| Període històric                              | Edat Contemporània |   |
| • Creació del municipi (Constitució de Cadis) | 1812               |   |
| • Annexió d'Enseu                             | 1847               |   |
| • Annexió a Baix Pallars                      | 1969               |   |
| Altitud                                       | 1069,3 m           |   |
| Superfície                                    |                    |   |
| • 1969                                        | 11,4 km2           |   |
| • 2011                                        | 11,4 km2           |   |
| Població                                      |                    |   |
| • 2011                                        | 157                |   |
| Densitat                                      | 13,8/km²           |   |
| ←                                             | 1812 — 1969        | → |

L'antic municipi de Gerri de la Sal fou un dels quatre antics municipis integrats el 1969 en el nou municipi del Baix Pallars (els altres eren Baén, Peramea i Montcortès de Pallars). De tots ells, és el que és a la zona central; és termenal amb el Pallars Jussà (la Pobla de Segur), i amb els antics termes de la seva mateixa comarca de Baén, Peramea (tots dos integrats en el municipi de Baix Pallars) i d'Estac (inclosos al municipi de Soriguera).
En un primer moment, fou creat d'una banda l'ajuntament de Gerri de la Sal, i de l'altra el d'Enseu, que el 1847 era agregat a Gerri de la Sal en no assolir el mínim de 30 veïns (cap de casa) que marcava la nova llei municipal d'aquell any que, en canvi, sí que els obtenia el de Gerri, pel seu costat.
Ocupa a prop de la meitat oriental de l'actual terme de Baix Pallars, a l'esquerra de la Noguera Pallaresa, tot i que l'antic termenal no era ben bé el riu, sinó una línia desigual per damunt i a llevant d'aquest riu.
En el municipi hi ha el monestir de Santa Maria de Gerri, la Casa de la Sal de Gerri, el Pont de Gerri, Sant Esteve d'Enseu i les Salines de Gerri. Gerri de la Sal és a peu de la carretera

## Geografia
L'antic municipi de Gerri de la Sal tenia una extensió d'11,4 km². Dels 129,41 que té el municipi de Baix Pallars, aquest antic municipi era el més petit dels que s'integraren en el terme actual de Baix Pallars, però contenia la vila que fa de cap de municipi.

### Perímetre

#### Límit amb l'antic terme deBaén(Baix Pallars)
Era la línia de terme més llarga, però actualment és desapareguda, atès que tots dos antics municipis, Gerri de la Sal i Baén, estan integrats en el modern municipi de Baix Pallars. Davallava de la Muntanya de Baén cap al sud-est, anant a cercar el Camí d'Arcalís i deixant el Solà de Baén i les Llaus a llevant. Gira aviat cap al sud, travessa el Serrat dels Colls, fins que, a prop i a l'oest del poble de Baén, arriba a la llera del Barranc d'Enseu. Passat el riu, torç cap al sud-oest, fins al vessant oest del Tossal de Cosavilé, a l'extrem nord-oest de la Roca Planella i del Serrat dels Boixos. En aquest lloc, gira més cap a ponent, va a cercar la carena del Serrat de Corrotes, on hi ha l'Alzinar del Pui, al nord-oest del poble d'Useu. Així, arribava al cim del Cabanot, on la línia de terme torna a la direcció sud-oest, resseguint, a prop, la confrontació de ponent del poble d'Useu. D'aquesta manera arriba al Riu Major; per travessar-lo segueix un breu tram de llevant a ponent per, de seguida que és damunt del seu marge esquerre, torna a trencar cap al sud-sud-est. Travessa el Clot de la Canal, deixant a llevant el Pas de l'Escalirot, la Roca Roia i el Pas de Baiarredó, fins que ateny el Coll de Solduga.
Des d'aquest coll, el termenal emprèn cap a l'oest, resseguint el Serrat de la Creu de Dalt, la Serra, deixa la Roca Roja, passa per la Roca del Racó de l'Ós, deixa al nord el Racó de l'Ós, i arriba a la Collada de la Portella, a les envistes de la Noguera Pallaresa, que passa ensotalada per sota d'aquest lloc. El termenal baixa de sobte cap al sud-sud-oest per anar a trobar aquest riu, passa pel Salt de Núvia, travessant los Feners. Arriba al nord del Congost de Collegats, al lloc d'Espuells, moment en què deixa el límit amb Gerri de la Sal per tal d'entrar en contacte amb l'antic terme municipal de Peramea. No arriba a tocar gens el terme de la Pobla de Segur.

#### Límit amb l'antic terme dePeramea(Baix Pallars)
Des d'Espuells, el primer tram del vell termenal entre Peramea i Gerri de la Sal era la Noguera Pallaresa, fins a l'inici de les antigues salines del sud de la vila. En aquell lloc el termenal s'enfila cap al nord-nord-oest, travessant la Cultia, deixant en terres de Peramea la Vinya del Cintet i en les de Gerri de la Sal les Vinyes fins als Llerasos, al capdamunt del pendís que hi ha a ponent de la vila. En aquest lloc inflexiona lleugerament cap al nord i tot seguit cap al nord-nord-est, deixant Trespui a llevant, fins a atènyer el vessant oriental del Serrat de les Forques. En aquest lloc torna a inflexionar lleugerament cap al nord-est, per anar davallant cap al curs de la Noguera Pallaresa, travessa la Costa, la Vinya de Puiolroi i la Carretera de Gerri de la Sal a la Pobleta de Bellveí, deixa al nord l'Obaga del Comte, travessa el Pla de la Guineu i assoleix altre cop el curs de la Noguera Pallaresa. En aquest lloc ateny el límit amb l'actual terme de Soriguera, i l'antic d'Estac.

#### Límit amb l'antic terme d'Estac(Soriguera)
Des del punt anterior, el termenal s'enfila cap a llevant deixant la Roca del Lladre al nord i els Rovets al sud, fins que arriba al Penyot del Vinyer, on retroba el límit amb l'antic terme de Baén.

### Nuclis de població
| Entitat de població | Habitants |
| ------------------- | --------- |
| Bresca              | 17        |
| Enseu               | 4         |
| Gerri de la Sal     | 136       |
| Font: Idescat       |           |

L'antic terme de Gerri de la Sal incloïa la vila del mateix nom i els pobles de Bresca i Enseu. L'interior de l'antic terme de Gerri de la Sal consta de tres espais principals, un per a cadascun dels nuclis de població que el formaven.

#### Gerri de la Sal
La vila de Gerri de la Sal centra el sector occidental i nord del terme, format exclusivament per un eixamplament de la vall de la Noguera Pallaresa, on se situen la vila, el monestir de Santa Maria i les salines que donen nom a la vila, i que foren la base de la seva economia, en temps pretèrits.

#### Enseu
Enseu centra el sector nord-oriental, amb la part baixa de la vall del Barranc d'Enseu.

#### Bresca
El sector de Bresca és el meridional i sud-oriental del terme, format pels costers orientals de la Noguera Pallaresa. Inclou, a més, el tram baix de la vall del Riu Major.

## Història

### Edat contemporània
En el cens del 1857 Gerri apareix amb 716 habitants i 167 cèdules personals inscrites, repartides de la manera següent: Gerri, 644 habitants i 154 cèdules; Enséu, 72 i 13. De Bresca, ni en parla.
L'ajuntament de Gerri fou creat el 1812, arran de les lleis promulgades a partir de la Constitució de Cadis i la reforma de tot l'estat que s'emprengué, i fou suprimit el 1969, amb la seva incorporació al nou municipi creat aquell any, Baix Pallars.
Alcaldes:
- Josep Forga (1898)